# Nilesat 201
O Nilesat 201 é um satélite de comunicação geoestacionário egípcio construído pela Thales Alenia Space. Ele está localizado na posição orbital de 7 graus de longitude oeste e é operado pela Nilesat. O satélite foi baseado na plataforma Spacebus-4000B2 e sua vida útil estimada é de 15 anos.

## História
O operador de satélites Nilesat Telecommunications Co. do Egito escolheu a Thales Alenia Space da França e da Itália, em maio de 2008 para construir o satélite Nilesat 201.

## Lançamento
O satélite foi lançado com sucesso ao espaço no dia 4 de agosto de 2010 às 20:59 UTC, por meio de um veiculo Ariane 5 ECA lançado a partir do Centro Espacial de Kourou, na Guiana Francesa, juntamente com o RASCOM-QAF 1R. Ele tinha uma massa de lançamento de 3.200 kg.

## Capacidade e cobertura
O Nilesat 201 está equipado com 24 transponders em banda Ku e 4 em banda Ka para fornecer televisão DTH (direct-to-home), rádio e transmissões de dados para o Oriente Médio e África.